# Rafael Sánchez Acera
Rafael Sánchez Acera (11 de agosto de 1973) es un político español del Partido Socialista Obrero Español. Desde junio de 2019 fue alcalde de Alcobendas, hasta que en octubre de 2021 le relevó Aitor Retolaza (Cs).

## Trayectoria
Sánchez nació en Madrid y desde entonces reside en Alcobendas. Se licenció en 1996 en Económicas y Empresariales por la Universidad Autónoma de Madrid. Comenzó a militar en las Juventudes Socialistas de Alcobendas en 1992. En 1999 fue nombrado concejal de Participación Ciudadana, en el Ayuntamiento de Alcobendas, durante el Gobierno de José Caballero. Desde 2008 es el Secretario General del PSOE de Alcobendas. Tras las últimas elecciones municipales de junio de 2019, fue Alcalde de Alcobendas hasta octubre de 2021.